# بردین
بردین (به آلمانی: Breddin) یک شهر در آلمان است که در اوست‌پریگنیتس-روپین واقع شده‌است. بردین ۱٬۰۴۲ نفر جمعیت دارد.